# Hendrik Bogaert
Pour les articles homonymes, voir Bogaert.
 (octobre 2015).
Si vous disposez d'ouvrages ou d'articles de référence ou si vous connaissez des sites web de qualité traitant du thème abordé ici, merci de compléter l'article en donnant les références utiles à sa vérifiabilité et en les liant à la section « Notes et références ».
Hendrik Frank Bogaert, né le 30 août 1968 à Bruges est un homme politique belge flamand, membre du CD&V.
Il est licencié en sciences économiques appliquées et « Master in Business administration » (Harvard Business School); chef d’entreprise.

## Décoration
- Commandeur de l'ordre de Léopold (2024)[1]
- Commandeur de l'ordre de Léopold II

## Fonctions politiques[2]
- 2000-2006 : premier échevin de Jabbeke.
- 2007-2011 : Bourgmestre de Jabbeke.
- Député fédéral du 5 juin 2003 au 5 décembre 2011.
- 2011-2014 : Secrétaire d'État à la Fonction publique et à la Modernisation des services publics.